# Pilâtre (Mondkrater)
Pilâtre ist ein Einschlagkrater am äußersten südwestlichen Rand der Mondvorderseite, nördlich des großen Kraters Hausen und nordöstlich von Chappe.
Der Kraterrand ist sehr stark erodiert und das Innere ist von zahlreichen Einschlägen zerfurcht.
Der Krater wurde 1991 von der IAU nach dem französischen Luftfahrtpionier Jean-François Pilâtre de Rozier offiziell benannt.